# 휴먼네트워크 슈퍼주니어의 미라클
휴먼 네트워크 슈퍼주니어의 미라클은 대한민국의 케이블 채널 KBS 드라마에서 2009년 9월 5일부터 2009년 12월 26일까지 방송된 텔레비전 프로그램이다. 가정형편 등 여러 가지 사정으로 재능이 있어도 꿈을 실현하기 어려운 청소년들을 각계각층의 명사들과 연결시켜 주어 멘토링을 받게 하는 것을 골자로 삼고 있다.

## 역대 출연자
| 회차 | 역대 멘토           | 게스트                            | 방송날짜         |
| ---- | ------------------- | --------------------------------- | ---------------- |
| 1회  | 전재희, 장광효      |                                   | 2009년 9월 5일   |
| 2회  | 이루마, 오세훈      | 티아라                            | 2009년 9월 12일  |
| 3회  | 이루마, 오세훈      | 티아라                            | 2009년 9월 19일  |
| 4회  | 이승남, 인순이      | 카라, SG 워너비                   | 2009년 9월 26일  |
| 5회  | 이승남, 인순이      | 카라, SG 워너비                   | 2009년 10월 3일  |
| 6회  | 박해미, 최정원      | 예성, 정진운, 하연주              | 2009년 10월 10일 |
| 7회  | 박해미, 최정원      | 예성, 정진운, 하연주              | 2009년 10월 17일 |
| 8회  | 금난새, 조성모      | 포미닛, SG 워너비(김용준, 이석훈) | 2009년 10월 24일 |
| 9회  | 금난새, 조성모      | 포미닛, SG 워너비(김용준, 이석훈) | 2009년 10월 31일 |
| 10회 | 주철환, 심권호      | FT 아일랜드, HAM                  | 2009년 11월 7일  |
| 11회 | 주철환, 심권호      | FT 아일랜드, HAM                  | 2009년 11월 14일 |
| 12회 | 에드워드 권, 천계영 | 시크릿, 고영욱, 구피, 김정모      | 2009년 11월 21일 |
| 13회 | 에드워드 권, 천계영 | 시크릿, 고영욱, 구피, 김정모      | 2009년 11월 28일 |
| 14회 | 변웅전, 김소형      | 샤이니, 엠블랙, 브라운아이드걸스  | 2009년 12월 5일  |
| 15회 | 변웅전, 김소형      | 샤이니, 엠블랙, 브라운아이드걸스  | 2009년 12월 12일 |
| 16회 | 장광효              | 김정모, 원투, 아이유              | 2009년 12월 19일 |
| 17회 | 장광효              | 김정모, 원투, 아이유              | 2009년 12월 26일 |